# Magny-Lambert
Magny-Lambert è un comune francese di 97 abitanti situato nel dipartimento della Côte-d'Or nella regione della Borgogna-Franca Contea.

## Società

### Evoluzione demografica
Abitanti censiti